# Storie di san Giovanni Battista (Meda)
Le storie di san Giovanni Battista sono un ciclo di affreschi eseguiti da Giuseppe Meda nella seconda metà del Cinquecento per il transetto settentrionale del duomo di Monza.

## Storia
I membri della fabbriceria del duomo di Monza e l'allora arciprete, durante l'episcopato di san Carlo Borromeo, commissionarono il 9 dicembre 1562 a Giuseppe Lomazzo conosciuto come Meda, il grande affresco e la volta a crociera del transetto destro del duomo di Monza, nella parete che ospita l'ingresso alla sacrestia e alla canonica. I dipinti dovevano raccontare eventi della storia del santo titolare della chiesa: san Giovanni Battista. L'artista aveva già raffigurato, in collaborazione con Giuseppe Arcimboldo, il transetto sinistro con la volta a crociera e il grande dipinto dell'Albero di Jesse.
L'affresco fu ultimato con alcuni riquadri realizzati da Giovanni Battista della Rovere, primo lavoro del giovane artista. L'artista eseguì sicuramente la parte superiore dell'affresco, mentre quella inferiore fu realizzata dal della Rovere.

## Descrizione
La decorazione della volta a vela del transetto fu realizzata dal Medda con la creazione nel centro della volta dell'immagine in stucco di Dio padre, mentre le vele raffigurano nella parte centrale gli angeli e nella parte meridionale le copie di personaggi biblici e del nuovo testamento collegati alla vita del santo titolare. Vi si trova raffigurati: san Giuseppe con la Madonna, Gioacchino con Anna, Davide con Bersabea e san Zaccaria con Elisabetta.
Il ciclo delle storie si sviluppa su quindici riquadri definiti da ricchi stucchi barocchi divisi su due livelli. Il Meda riprese quanto aveva appreso dal suo maestro Bernardino Campi. Nella lavorazione scultorea, sia dei cornicioni che in Dio padre posto nella parte centrale delle volte del transetto, il Meda si propone come un ottimo architetto.
I tre riquadri superiori, sicuramente opera di Giuseppe Meda, raffigurano centrale l'affresco più grande raffigurante la nascita di san Giovanni, in un ambiente molto classico e molto femminile con donne che presentano una capigliatura particolarmente elaborata vicina alle antiche raffigurazioni classiche.  Nel riquadro a sinistra è raffigurata la visitazione di Maria alla cugina Elisabetta, e a destra la scelta del nome, immagine che propone il ritorno della voce da parte dell'incredulo Zaccaria.(Luca 1:1-7)
I riquadri dipinti nella sezione inferiore sono ugualmente attribuiti al Meda e raffigurano: San Giovanni Battista nel deserto, Predicazione del Battista, Battesimo di Gesù nelle acque del Giordano e il Battesimo delle genti. Questi, pur avendo modi che riprendono l'arte del Campi, maestro del giovane Meda, hanno anche echi che riportano a Michelangelo.